# Barbara Parkins
Barbara Parkins (Vancouver, Canadá; 22 de mayo de 1942) es una actriz y cantante nacida en Canadá y nacionalizada estadounidense. Inició su carrera a comienzos de la década de 1960 y se retiró a fines de los 90. Aunque registró numerosas apariciones, es recordada por sus papeles en la serie dramática Peyton Place, entre 1964 y 1969, y en la película Valley of the Dolls de 1967, donde compartió elenco con Patty Duke y Sharon Tate.

## Filmografía

### Cine
| Año  | Título                                     | Personaje                    | Observaciones |
| ---- | ------------------------------------------ | ---------------------------- | ------------- |
| 1961 | 20,000 Eyes                                | Colegiala                    |               |
| 1967 | Valley of the Dolls                        | Anne Welles                  |               |
| 1970 | The Kremlin Letter                         |                              |               |
| 1971 | The Mephisto Waltz                         | Roxanne Delancey             |               |
| 1971 | The Deadly Trap                            | Cynthia                      |               |
| 1971 | Puppet on a Chain                          | Maggie                       |               |
| 1971 | A Taste of Evil                            | Susan Wilcox                 | Telefilme     |
| 1972 | Asylum                                     | Bonnie                       |               |
| 1973 | Snatched                                   | Barbara Maxvill              | Telefilme     |
| 1974 | Christina                                  | Christina/Kay                |               |
| 1976 | Law of the Land                            | Jane Adams                   | Telefilme     |
| 1976 | Shout at the Devil                         | Rosa O'Flynn/Oldsmith        |               |
| 1976 | Captains and the Kings                     | Martinique                   |               |
| 1977 | Testimony of Two Men                       | Marjorie Ferrier/Hilda Eaton |               |
| 1977 | Young Joe, the Forgotten Kennedy           | Vanessa Hunt                 | Telefilme     |
| 1978 | Ziegfeld: The Man and His Women            | Anna Held                    | Telefilme     |
| 1978 | The Critical List                          | Angela Adams                 | Telefilme     |
| 1979 | Bear Island                                | Judith Rubin                 |               |
| 1981 | The Manions of America                     | Charlotte Kent               |               |
| 1982 | Breakfast in Paris                         | Jackie Wyatt                 |               |
| 1983 | Uncommon Valor                             | Dra. Margaret Houghton       | Telefilme     |
| 1984 | To Catch a King                            | Duquesa de Windsor           | Telefilme     |
| 1984 | Calendar Girl Murders                      | Cleo Banks                   | Telefilme     |
| 1984 | Katy                                       | Narradora                    | Voz           |
| 1985 | Peyton Place: The Next Generation          | Betty Anderson               | Telefilme     |
| 1986 | Perry Mason: The Case of the Notorious Nun | Ellen Cartwright             | Telefilme     |
| 1998 | Scandalous Me: The Jacqueline Susann Story | Annie Laurie Williams        | Telefilme     |

### Televisión
| Año     | Título                          | Personaje         | Temporadas | Notas                     |
| ------- | ------------------------------- | ----------------- | ---------- | ------------------------- |
| 1964-69 | Peyton Place                    | Betty Anderson    | 1-5        | Nominada a un Premio Emmy |
| 1974    | Jennie: Lady Randolph Churchill | Leonie            | 1          |                           |
| 1991    | Scene of the Crime              | Varios personajes | 1          |                           |